# アルトゥーリ・ヴィルタネン
アルトゥーリ・ヴィルタネン(Artturi Ilmari Virtanen, 1895年1月15日 – 1973年11月11日) は、フィンランドの化学者である。1945年、農業化学と栄養化学における研究と発見、特に糧秣の保存法の発見によりノーベル化学賞を受賞した。
ヘルシンキに生まれ、ヘルシンキ大学や、スウェーデンやスイスで生物学、物理学などを学んだ。1931年にヘルシンキ工科大学（現アールト大学） の生化学の教授となり、1939年にはヘルシンキ大学の教授となった。農化学を研究し、発酵の研究、輪作の手法の開発などを行った。飼料の保存のため異常発酵を防止し、乳酸発酵に適するpHまで塩酸や硫酸を使って強制的に低下させるAIV法と呼ばれる方法を発見した。この業績などでヴィルタネンはノーベル化学賞を受賞した。
ユルィヨ・バイサラによって発見された小惑星はヴィルタネンの業績をたたえて (1449) Virtanen と命名された。